# Coupe de France de football 1939-1940
Navigation
Édition précédente Édition suivante
La Coupe de France 1939-1940 devait être la 23e édition de la coupe de France, organisée par la Fédération Française de Football Association. Vu le déclenchement de la guerre et ses conséquences, elle est remplacée par la Coupe Charles-Simon ; c'est la première coupe, depuis 1932, sans équipes professionnelles. La victoire finale est revenue, pour la troisième fois, au Racing Club de Paris.

## La coupe de France 1939/40
La commission de la coupe de France, dans sa séance du 2 & 3 août 1939, entérine les engagements pour la compétition. Si quelques sociétés sportives se sont pas autorisés à participer à la coupe, 778 clubs voient leurs demandes d'engagement acceptés; un record. Le premier tour éliminatoire, avec 127 rencontres, est fixé au 10 septembre. Fin août, la première journée du championnat professionnel est remise à plus tard... Les événements s'enchaînent : mise en alerte; alerte renforcée, mobilisation générale et, le 3 septembre, déclaration de guerre.
Les footballeurs, comme tous les Français, rejoignent leurs affectations; le sport passe au dernier rang des préoccupations du moment. Toutes les compétitions sont annulées. Ainsi débute ce que l'on appelle de nos jours «la drôle de guerre».

## La coupe Charles-Simon
La Fédération Française de Football Association ne reste pas inactive; fin septembre, elle suspend les contrats des joueurs professionnels, tout en maintenant l'organisation d'épreuves régionales et de matches amicaux; début octobre, elle annule tous les matches internationaux de la saison et propose l'institution d'une coupe nationale de guerre, sous le titre «Coupe Charles-Simon», ainsi que d'un championnat interrégional en deux poules géographiques.
Si le règlement général de la Coupe de France de la saison précédente est maintenu, des ajustements sont opérés. La Fédération, au vu de ses modifications majeures, la rebaptise Coupe Charles-Simon (Coupe de France de guerre), en hommage au dirigeant de football tombé au champ d'honneur en 1915, et titre que la compétition porta, à sa création, lors de la Grande Guerre. L'objet d'art reste le même, avec une plaque spéciale pour le palmarès de la durée de la guerre. Le quotidien «Le Petit Parisien» apporte toujours son concours à la compétition.
La plus grosse modification concerne les engagements. La Commission de la Coupe ouvre la compétition sur invitation, dans la limite de 64 clubs. La clôture des engagements est fixé au 11 novembre. La commission reçoit 136 demandes d'engagement et fixe alors le nombre de clubs retenus par Ligues, soit 1 pour l'Alsace, 2 pour l'Auvergne, le Centre, le Centre-Ouest et le Sud-Ouest, 3 pour la Bourgogne-Franche-Comté, le Lyonnais, le Midi et le Nord-Est, 4 pour l'Ouest, 7 pour la Normandie, 8 pour le Nord, 11 pour le Sud-Est et 16 pour Paris. Pour la première fois depuis 1919, les ligues de football de Lorraine et d'Alsace ne sont pas représentées dans la compétition. Elles sont toutes deux situées dans la zone d'application d'un plan d’évacuation des populations civiles. Le RC Strasbourg, unique représentant alsacien, jouera depuis sa base arrière de Périgueux, où il participe aux compétitions locales de la ligue du Centre-Ouest.
Les trois premiers tours se jouent sur le terrain du premier club nommé; les matches nuls à rejouer, sur terrain adverse; les quarts et demi-finales sur terrains neutres et la finale au parc des Princes à Paris.

## Les engagés
Liste des 64 clubs engagés dans la Coupe Charles-Simon 1939-40, avec le numéro d'affiliation à la 3FA, la ligue de rattachement et les compétitions.

## Premier tour
Les matches du premier tour sont fixés au 17 décembre, ceux à rejouer le 24 décembre. Ces matches se jouent sur le terrain du premier club nommé (Équipe 1).
| Match                 | Équipe 1           | Score    | Équipe 2           | Observation             |
| matchs du 17 décembre |                    |          |                    |                         |
| 1                     | Moulins ASM        | 4-2      | Vauzelles ASAV     |                         |
| 2                     | Belfort USB        | 1-2      | Sochaux FCSM       |                         |
| 3                     | Châteaudun ASJ     | 3-2      | Orléans ASO        |                         |
| 4                     | Strasbourg RCS     | 4-2      | Ruelle SVAR        | à Périgueux - CCSR,     |
| 5                     | Saint-Étienne ASSE | remis    | Marseille USR      | reporté au 01/01/1940   |
| 6                     | Annemasse USA      | 5-1      | Lyon LOU           |                         |
| 7                     | Toulouse TFC       | 1-3      | Bordeaux FCBB      |                         |
| 8                     | Boulogne USB       | 7-1      | Dunkerque OD       | CCSR                    |
| 9                     | Valenciennes USVA  | 5-1      | Roubaix ERT        |                         |
| 10                    | Arras RCA          | 0-0 (ap) | Lens RCL           | à rejouer le 21/12/1939 |
| 11                    | Amiens AAC         | 4-5      | Lille SCF          |                         |
| 12                    | Reims SR           | 4-0      | Choisy SCCT        |                         |
| 13                    | Troyes ASTS        | 1-1 (ap) | Paris UA16°        | à rejouer le 21/12/1939 |
| 14                    | Compiègne SC       | 2-0      | Billancourt COB    |                         |
| 15                    | Cherbourg ASCS     | 1-2      | Caen SMC           |                         |
| 16                    | Trouville ASTD     | 0-0 (ap) | Quevilly USQ       | à rejouer le 21/12/1939 |
| 17                    | Le Havre HAC       | 3-1      | Dieppe FCD         |                         |
| 18                    | Rouen FCR          | 1-0      | Le Vésinet USV     |                         |
| 19                    | Cholet COC         | 2-0      | Rennes SRUC        |                         |
| 20                    | Rennes TA          | 7-1      | Lorient FCL        |                         |
| 21                    | Paris RCP          | 3-0      | Paris SF           |                         |
| 22                    | Pavillons SE       | 2-1      | Paris RSO          |                         |
| 23                    | Juvisy ESJ         | 4-0      | Asnières USA       |                         |
| 24                    | Charenton SOC      | 2-3      | Paris CAP          |                         |
| 25                    | Puteaux JSP        | 3-0      | Paris CA14°        |                         |
| 26                    | Aubervilliers COA  | 4-5      | Levallois FCL      |                         |
| 27                    | Agde RCA           | 2-10     | Sète FCS           |                         |
| 28                    | Alès OA            | 0-3      | Montpellier SOM    | CCSR,                   |
| 29                    | Marseille OM       | 5-1 (ap) | Nîmes NO           | CCA                     |
| 30                    | Antibes AJPFC      | 1-5      | Nice OGCN          |                         |
| 31                    | Monaco ASM         | 1-2      | Cannes ASC         |                         |
| 32                    | Bordeaux GBFC      | 7-1      | Saint-Jean-d'Y SCA |                         |
| matchs du 24 décembre |                    |          |                    |                         |
| 10                    | Lens RCL           | 7-3      | Arras RCA          |                         |
| 13                    | Paris UA16°        | 0-1      | Troyes ASTS        |                         |
| 16                    | Quevilly USQ       | 0-1      | Trouville ASTD     |                         |
| match du 1er janvier  |                    |          |                    |                         |
| 5                     | Saint-Étienne ASSE | 3-1      | Marseille USR      |                         |